# Flatbergs-Götjärnen
Flatbergs-Götjärnen är en sjö i Vansbro kommun i Dalarna och ingår i Dalälvens huvudavrinningsområde. Sjön har en area på 0,128 kvadratkilometer och ligger 295,2 meter över havet. Sjön avvattnas av vattendraget Gönan.

## Delavrinningsområde
Flatbergs-Götjärnen ingår i det delavrinningsområde (672759-142017) som SMHI kallar för Inloppet i Göflån. Medelhöjden är 363 meter över havet och ytan är 13,33 kvadratkilometer. Det finns inga avrinningsområden uppströms utan avrinningsområdet är högsta punkten. Gönan som avvattnar avrinningsområdet har biflödesordning 4, vilket innebär att vattnet flödar genom totalt 4 vattendrag innan det når havet efter 319 kilometer. Avrinningsområdet består mestadels av skog (77 procent) och sankmarker (11 procent). Avrinningsområdet har 0,32 kvadratkilometer vattenytor vilket ger det en sjöprocent på 2,4 procent.